# Wendisch Priborn
Wendisch Priborn é um município da Alemanha localizado no distrito de Parchim, estado de Mecklemburgo-Pomerânia Ocidental.
Pertence ao Amt de Plau am See.